# Julius J. Epstein
Julius J. Epstein (Nova Iorque, 22 de agosto de 1909 - Los Angeles, 30 de dezembro de 2000) foi um roteirista estadunidense. Ele ganhou um Oscar pela co-autoria do filme Casablanca em 1943.
Em 1998, ele recebeu um prêmio Career Achievement Award da Los Angeles Film Critics Association pelo conjunto da obra. Seus outros créditos no cinema incluíram Quatro Filhas (1938), pelo qual ele recebeu sua primeira indicação ao Oscar, A Noiva Caiu do Céu (1941), Satã Janta Conosco (1942), Mr. Skeffington (1944), Armadilha Amorosa (1955), Light in the Piazza (1962), Não Me Mandem Flores (1964), Reencontro de Amor (1972), Cruz de Ferro (1977) e Amor e Boemia (1983).